# 1258

## Събития
- край на управлението на Абасидите, ислямската империя се разделят на емирства. От нея се откъсват цяла северна Африка(Тунис, Мароко, Алжир, Египет),Пиренейския п-ов и др. Възвръща се властта на Омеядите.

## Родени
- султан Осман I, основател на Османската империя
- Салвино дели Армати, италиански оптик
- Ниджо – японска писателка

## Починали
- 18 август – Теодор II Ласкарис, никейски император